# Le Québec sceptique
Le Québec sceptique est le magazine officiel des Sceptiques du Québec. Il est publié trois fois par année depuis la fin des années 1980. Il traite des phénomènes paranormaux et pseudoscientifiques avec une approche critique propre au scepticisme scientifique.
On y retrouve également le résumé des conférences mensuelles organisées par l'organisation et tenues le 13 de chaque mois à Montréal.

## Distribution
Il est vendu en librairie et on peut aussi s'y abonner.